# Encyclopedia of Camps and Ghettos, 1933–1945
Encyclopedia of Camps and Ghettos, 1933–1945 (Encyclopédie des camps et des ghettos, 1933-1945) est une encyclopédie anglophone en sept volumes qui analyse l'histoire des camps de concentration nazis, des ghettos juifs pendant la Seconde Guerre mondiale, des camps de travaux forcés et d'autres lieux de détention, de persécution et de meurtre créés par le Troisième Reich et les autres puissances de l'Axe en Europe et en Afrique. Les ouvrages sont rédigés par des historiens sous la direction de l'United States Holocaust Memorial Museum (USHMM) et imprimés par Indiana University Press. Les recherches pour rédiger ces volumes ont commencé en 2000. Le premier volume est paru en 2009 et le dernier est prévu pour 2025. L'encyclopédie comporte, outre de nombreuses entrées sur des lieux particuliers, des résumés de niveau universitaire pour offrir des éléments de contexte historique.
Ce projet attire l'attention des médias quand ses auteurs annoncent en 2013 que la série va couvrir plus de 42 500 sites historiques, huit fois plus qu'il n'était prévu. Les deux premiers tomes sont favorablement accueillis tant par les experts que par les survivants.

## Volumes
L'encyclopédie doit compter sept volumes, dont quatre sont parus.

### Volumes parus
- Volume I : Early Camps, Youth Camps, and Concentration Camps and Subcamps under the SS-Business Administration Main Office (WVHA), 2009  (ISBN 978-0-253-35328-3).
- Volume II : Ghettos in German-Occupied Eastern Europe, 2012  (ISBN 978-0-253-00202-0).
- Volume III : Camps and Ghettos under European Regimes Aligned with Nazi Germany, 2018  (ISBN 978-0-253-02386-5).
- Volume IV : Camps and Other Detention Facilities under the German Armed Forces, 2022  (ISBN 9780253060891).

### Volumes annoncés
- Volume V : Nazi Sites for Racial Persecution, Detention, Resettlement, and Murder of Non-Jews.
- Volume VI : Extermination, Labor, and Transit Camps for Jews.
- Volume VII : Camps for Foreign Forced Laborers.

### Documentation

#### Commentaires dans des revues universitaires

##### Volume 1
- Simone Gigliotti, « Review: The United States Holocaust Memorial Museum Encyclopedia of Camps and Ghettos 1933–1945 Volume I », German Studies Review (en), vol. 35, no 2,‎ mai 2012, p. 431–433
- [[Samuel Kassow (en)|Samuel D. Kassow]], « The United States Holocaust Memorial Museum Encyclopedia of Camps and Ghettos 1933-1945, vol. I (parts A and B), Early Camps, Youth Camps, and Concentration Camps and Subcamps under the SS-Business Administration Main Office (WVHA), Geoffrey P. Megargee, ed. (Bloomington: Indiana University Press in association with United States Memorial Holocaust Museum, 2009), xxx + 1,659 pp., hardcover $295.00 * The Yad Vashem Encyclopedia of the Ghettos During the Holocaust, Guy Miron and Shlomit Shulhani, eds. (Jerusalem: Yad Vashem, 2009), 2 vols., lxxvi + 1,067 pp. + DVD, cloth $198.00 », Holocaust and Genocide Studies, vol. 25, no 3,‎ 2 décembre 2011, p. 468–473 (DOI 10.1093/hgs/dcr047)

##### Volume 2
- [[Waitman Wade Beorn (en)|Waitman Wade Beorn]], « The United States Holocaust Memorial Museum Encyclopedia of Camps and Ghettos, 1933–1945, vol. 2, Ghettos in German-Occupied Eastern Europe edited by Geoffrey P. Megargee (review) », Holocaust and Genocide Studies, vol. 28, no 2,‎ 11 septembre 2014, p. 348–350 (ISSN 1476-7937, DOI 10.1093/hgs/dcu022)
- Klaus-Peter Friedrich, « Review of The United States Holocaust Memorial Museum Encyclopedia of Camps and Ghettos, 1933-1945. Vol. 1: Early Camps, Youth Camps, and Concentration Camps and Subcamps under the SS-Business Administration Main Office (WVHA); The United States Holocaust Memorial Museum Encyclopedia of Camps and Ghettos, 1933-1945. Vol. 2: Ghettos in German-Occupied Eastern Europe, Geoffrey P. Megargee; The Yad Vashem Encyclopedia of the Ghettos During the Holocaust. Vol. 1 (A-M): LXXVI. Abb.; Vol. 2 (N-Z); Angst vor den "Ostjuden". Die Entstehung der Ghettos während des Holocaust », Jahrbücher für Geschichte Osteuropas, vol. 62, no 3,‎ 2014, p. 441–445 (JSTOR 43819674)
- [[Robert Jan Van Pelt (en)|Robert Jan Van Pelt]], « Nazi Ghettos and Concentration Camps: The Benefits and Pitfalls of an Encyclopedic Approach », German Studies Review, vol. 37, no 1,‎ 2014, p. 149–159 (DOI 10.1353/gsr.2014.0034, S2CID 201750296)

##### Presse
- JTA Staff, « First Two Volumes of 'Encyclopedia of Camps and Ghettos' Released », sur The Jerusalem Post, 5 juin 2017 (consulté le 20 juillet 2017)
- Monica Hesse, « U.S. Holocaust Memorial Museum's Encyclopedia on Concentration Camps », The Washington Post,‎ 4 juin 2009 (lire en ligne, consulté le 20 juillet 2017)
- Noah Lederman, « Researchers Uncover Vast Numbers of Unknown Nazi Killing Fields », The Times of Israel,‎ 25 january 2017a (lire en ligne, consulté le 20 novembre 2018)
- Noah Lederman, « Uncovering My Family's Hidden Holocaust Stories », Jewish Telegraphic Agency,‎ 27 january 2017b (lire en ligne, consulté le 21 novembre 2018)
- Eric Lichtblau, « The Holocaust Just Got More Shocking », The New York Times,‎ 1er mars 2013 (lire en ligne, consulté le 20 novembre 2018)
- Marc Silver, « Creating a New Map of the Holocaust », sur National Geographic, 10 avril 2013 (consulté le 20 juillet 2017)
- « U Press Encyclopedia Wins a 2009 National Jewish Book Award » (consulté le 20 mars 2017)
- JTA, « Les 2 premiers volumes d’une encyclopédie sur les camps et les ghettos nazis sont disponibles », The Times of Israel,‎ 5 juin 2017 (lire en ligne).

##### Sources primaires
- « About the Encyclopedia », United States Holocaust Memorial Museum (consulté le 20 novembre 2018)
- « Camps and Ghettos under European Regimes Aligned with Nazi Germany », dans Geoffrey P. Megargee, Joseph R. White et Mel Hecker, {{Article encyclopédique}} : paramètre encyclopédie manquant, vol. 3, Bloomington, coll. « Encyclopedia of Camps and Ghettos », 2018 (ISBN 978-0-253-02373-5){{Article encyclopédique}} : l'usage du paramètre |périodique = United States Holocaust Memorial Museum laisse présager